# Moreauville
Moreauville é uma vila localizada no estado americano de Luisiana, na Paróquia de Avoyelles.

## Demografia
Segundo o censo americano de 2000, a sua população era de 922 habitantes.
Em 2006, foi estimada uma população de 944, um aumento de 22 (2.4%).

## Geografia
De acordo com o United States Census Bureau tem uma área de
7,8 km², dos quais 7,8 km² cobertos por terra e 0,0 km² cobertos por água. Moreauville localiza-se a aproximadamente 17 m acima do nível do mar.

## Localidades na vizinhança
O diagrama seguinte representa as localidades num raio de 16 km ao redor de Moreauville.